# Olof Troilius
Olof Troilius, född 1661 i  på Stora Tuna prästgård, död 15 november 1732 på Stora Tuna prästgård, var en svensk präst och far till ärkebiskopen Samuel Troilius.

## Biografi
Olof Troilius föddes 1661 på Stora Tuna prästgård som son till prästen Samuel Troilius d.ä och dennes hustru Margareta Güthræa. Han var sonson till Uno Troilius och Margaretha Hansdotter, "Stormor i Dalom". Han skrevs in som student vid Uppsala Universitet den 16 februari 1676. Han disputerade 1693 och 1695. 1695 blev han även rektor för Västerås skola, samt den 28 januari 1696 prästvigd. Han utnämndes till Filosofie magister i Uppsala den 9 december 1697 och var vid sin promovering primus.
1701 blev han lektor i Västerås, samt blev i januari 1703 utnämnd till kyrkoherde i sin fars gamla pastorat Stora Skedvi församling. Vid prästmötet 1718 var han preses.

### Familj
Den 21 juli 1697 gifte han sig med sin kusins dotter Helena Gangia på Stora Tuna prästgård. Helena var dotter till Petrus Petri Gangius som var kyrkoherde i Stora Skedvi församling. Tillsammans fick de sonen Samuel Troilius som blev ärkebiskop 1758.